# Lucien Servanty
Lucien Servanty (1909, Paris - 7 de outubro de 1973, Toulouse) foi um engenheiro aeronáutico francês. Foi Ingénieur diplômé par l'État (DPE aéronautique 1943), também formado pela Ecole des Arts et Métiers.
Ingressou na Breguet em 1937 e, mais tarde, trabalhou na SNCASO, onde participou no redesenho das últimas variantes da gama Bloch MB.150. Durante a Segunda Guerra Mundial, concebeu o SO.6000 Triton, o primeiro avião a jato de França.
Lucien Servanty é provavelmente mais lembrado hoje por ser um dos principais engenheiros por trás do Concorde (a aeronave pública e de uso geral mais rápida alguma vez construída).